# Digonocryptus inermis
Digonocryptus inermis är en stekelart som först beskrevs av Szepligeti 1916.  Digonocryptus inermis ingår i släktet Digonocryptus och familjen brokparasitsteklar. Inga underarter finns listade i Catalogue of Life.